# Widder Hotel

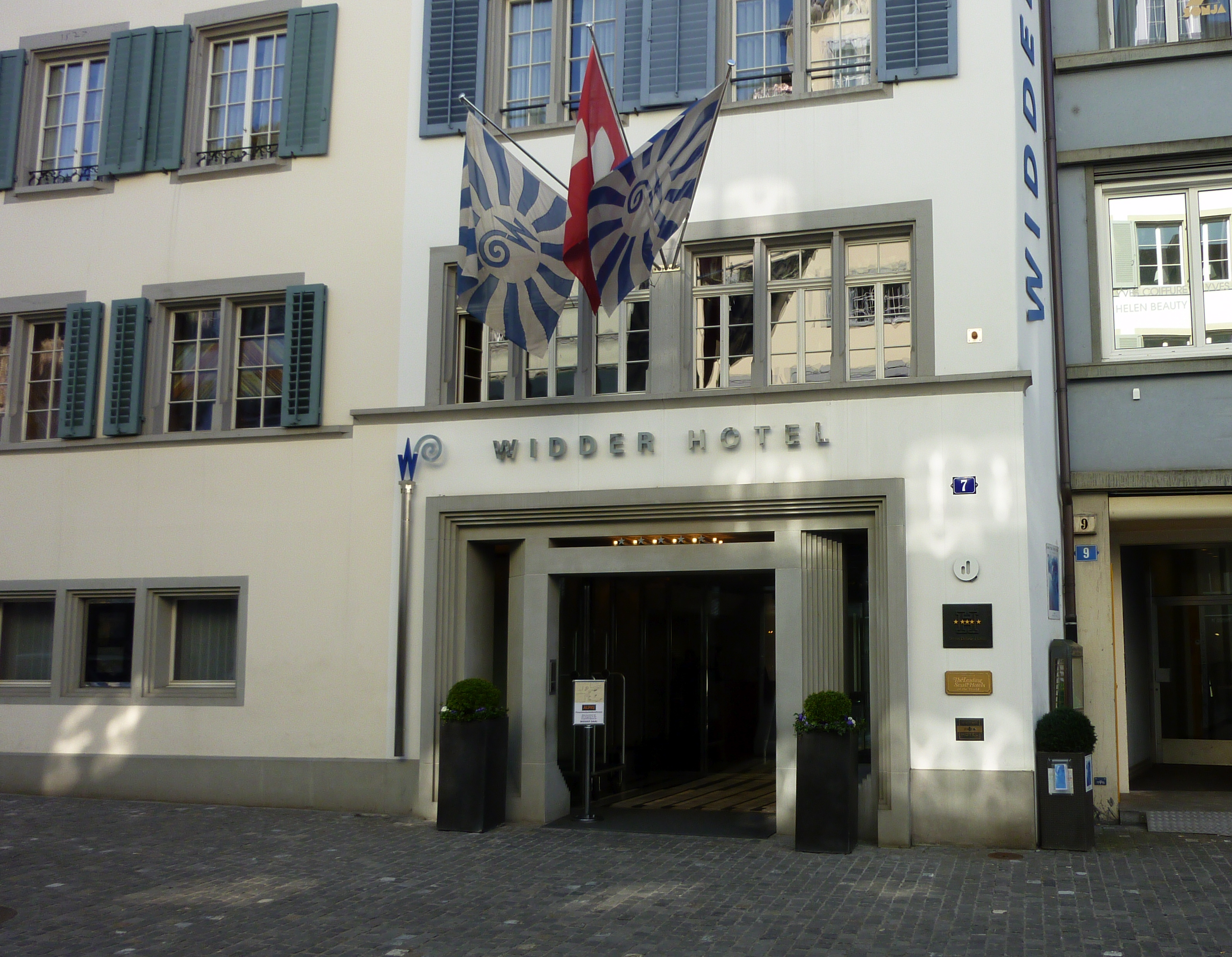
Widder Hotel

Das Widder Hotel ist ein Hotel in der Altstadt von Zürich. Es ist in acht denkmalgeschützten ehemals unabhängigen Gebäuden aus dem Mittelalter untergebracht. Ebenso ist es Mitglied bei The Leading Hotels of the World und Swiss Deluxe Hotels. Eigentümerin ist die zur Swiss Life gehörende  Ihag Holding.
Die damalige Schweizerische Bankgesellschaft (heute UBS), Bauherrin und Eigentümerin der Liegenschaft, entwickelte das Projekt in einer 10-jährigen Umbauzeit, die der Eröffnung des Widder Hotels im Jahr 1995 voranging. Verantwortlich für das Projekt war die Schweizer Architektin Tilla Theus. Geplant und realisiert wurde der Umbau durch die Karl Steiner Gruppe. Die Sanierung und Restaurierung der mittelalterlichen Liegenschaften nahm einen prägenden Einfluss auf das Augustinerquartier.
Seinen Namen verdankt das Hotel der Zunft zum Widder. Eines der Häuser, das zum Hotel gehört, ist seit 1401 das Zunfthaus der Widder-Zunft. Dieses Haus am Rennweg 1 beherbergt das Widder Restaurant, in dem sich die Zünfter bei festlichen Anlässen wie dem Zürcher Sechseläuten noch heute treffen. Eine permanente Ausstellung im Hotel erinnert mit seiner Sammlung an historischem Metzgerwerkzeug an die Tradition dieser Zunft.

## Geschichte
Ziel der Umgestaltung der historischen Häuser zu einem Hotel-Ensemble war es, deren mehr als 700-jährige Geschichte erlebbar zu machen bzw. sichtbar zu erhalten. Neben Zünftern waren sie einst Lebenswelt für Adlige ebenso wie Handwerker und Kaufleute, die die Häuser am Rennweg sowie in der Widder- und Augustinergasse im Verlaufe der Jahrhunderte nutzten, veränderten und ausschmückten. Entsprechend weisen die 49 Zimmer und Suiten des Hotels, allesamt Unikate, original historische Spuren aus Gotik, Renaissance und Frühbarock auf, darunter Wandmalereien und Stuckaturen. Diese Wohnelemente kennzeichnen Stil und Wohlstand einer Besitzerschicht, die erfolgreich in Gewerbe und Handel tätig war. Vom 17. bis zum 19. Jahrhundert ist der Rennweg im Augustinerquartier, an dem sich der Haupteingang des Hotels befindet, als eine der repräsentativsten Handelsgassen in Zürich bekannt. 

## Gebäude
Das heutige Widder Hotel umfasst die folgenden acht unter Denkmalschutz gestellten Gebäude:
- «Widder» (Rennweg 1): Seit 1401 im Besitz der Metzger, wurde es 1533 von Grund auf neu erbaut. Die Grisaille-Malereien an den Wänden des ehemaligen Zunftsaals kann man heute in einem der Gästezimmer sehen.
- «Tatzfuss» (Rennweg 3): Einer Erweiterung des 3-geschossigen Steinbaus im 13. Jahrhundert folgte vom 14. bis zum 16. Jahrhundert die Nutzung durch Zunftmeister der Wollweber, der Zimmerleute sowie der Schneider.
- «Pfeife» (Rennweg 5): Wohnsitz eines Weinhändlers im 12. und 13. Jahrhundert.
- «Erzberg» (Rennweg 7): Das 4-geschossige Steinhaus stammt aus der Mitte des 13. Jahrhunderts und wurde vor 1623 vom Kürschner H. H. Berger zum modernen Wohn- und Geschäftshaus mit Kontor umgebaut. Seinen heutigen Namen erhielt das Haus von der Metzgerfamilie Erzli, die im 16. Jahrhundert darin ansässig war.
- «Kleiner Widder» (Widdergasse 4): Das kleinste der zum Hotel-Ensemble gehörigen Häuser wurde im 14. Jahrhundert in die Lücke zwischen Rennweg 1 und Widdergasse 6 gefügt.
- «Haus zum Bauknecht» (Widdergasse 6): Entstanden um 1300, gilt dieser Kernbau dank seiner bewahrten Deckenkonstruktion mit Sattelholz und Unterzug als seltener Zeuge eines mittelalterlichen Baustils. Zunftmeister zum Widder und der Kämbelzunft waren vom 14. bis 17. Jahrhundert die Besitzer, ab dem 17. Jahrhundert wohlhabende Kaufleute, die dem Haus ein barockes Angesicht verliehen.
- «Steinhaus» (Augustinergasse 24): Der später erweiterte Kernbau aus der Zeit um 1200 war im 14. Jahrhundert in Kirchenbesitz. Damals hiess es: «Ebtischinhus» («Äbtissinenhaus») und gehörte anschliessend Weggen-Zunftmeistern und Kaufleuten.
- «Wassermühle» (Augustinergasse 28): Aufwändige Malereien des 16. bis 18. Jahrhunderts sind Spuren gutbürgerlicher Bewohner. Ein stuckierter «Gartenpavillon» wurde im 17. Jahrhundert dem Kernbau aufgesetzt.

## Heutige Nutzung
Das Widder Hotel ist ein Fünf-Sterne-Hotel mit 42 Zimmern und sieben Suiten, drei Restaurants, Garten und Bibliothek. Im Interieur kontrastieren Designklassiker von Mies van der Rohe und Le Corbusier sowie eine moderne Kunstsammlung mit Werken von Robert Rauschenberg, Max Bill und Andy Warhol mit dem historischen Erbe des Hotels. Original-Mobiliar und Lampen des Architekten Adolf Loos aus der Villa Schwarzwald in Wien prägen die Loos-Stube, einer der acht Tagungsräume des Hotels. Unter hölzernen Deckenbalken aus dem Jahr 1291 treten in der Widder Bar in zwei jährlichen Konzertreihen internationale Jazz-Stars auf, weitere Besonderheit der Bar ist ihre Auswahl an mehr als 300 Single Malt Whiskys.
Das Widder Hotel zählt laut dem US-amerikanischen Magazin Forbes Traveler zu den zehn besten Luxushotels der Schweiz. Im Hotel-Rating des Wirtschaftsmagazins Bilanz erreichte das Widder Hotel 2015 Rang vier der besten Stadthotels der Schweiz.